# Chris Arreola
Chris Arreola, właśc. Cristobal Arreola (ur. 5 marca 1981 w Los Angeles) – amerykański bokser wagi ciężkiej, pochodzenia meksykańskiego.

## Kariera amatorska
Syn boksera Augustine’a Arreoli. Zaczął trenować boks w wieku ośmiu lat. Pierwsze sukcesy na ringu amerykańskim osiągnął w 2001, zwyciężając w National Golden Gloves – prestiżowych zawodach bokserskich dla amatorów. Występował wtedy w wadze półciężkiej. W sumie stoczył 130 walk amatorskich.

## Kariera zawodowa
W 2003 przeszedł na zawodowstwo. Na ringu zawodowym zadebiutował 5 września 2003, pokonując przez nokaut w drugiej rundzie Roosevelta Parkera. Jako zawodnik znany z ofensywnego stylu walki był wtedy sparring partnerem tak znanych pięściarzy, jak Władimir Kliczko i Hasim Rahman. Sławę w USA przyniosły mu dwie zwycięskie walki, stoczone w 2008 – z Chazzem Witherspoonem (zwycięstwo przez dyskwalifikację przeciwnika) i z Travisem Walkerem. Walkę z Walkerem, którą Arreola wyraźnie przegrywał zakończył nokautującym ciosem w trzeciej rundzie.
Po znokautowaniu Jameela McCline’a (11 kwietnia 2009) Arreola stanął 26 września 2009 do walki o mistrzostwo świata federacji WBC z obrońcą tytułu Witalijem Kliczką. Walka zakończyła się w dziesiątej rundzie, zwycięstwem Kliczki przez techniczny nokaut.
24 kwietnia 2010 w hali Citizens Business Bank Arena w Ontario przegrał w walce z Tomaszem Adamkiem przez decyzję większości po dwunastu rundach. Walka odbyła się przy obecności 11 tysięcy widzów.
13 sierpnia 2010 stoczył walkę z Manuelem Quezadą. Po dwunastu rundach wygrał jednogłośnie na punkty, posyłając rywala na deski dwukrotnie w dziewiątej i raz w dwunastej rundzie. 28 stycznia 2011 już w pierwszej rundzie znokautował Joeya Abella. 14 maja 2011 na gali w Carson zmierzył się z Nagy Aguilera, którego pokonał przez TKO w trzeciej rundzie. Dwa tygodnie później 28 maja 2011 stoczył kolejny pojedynek pokonując Kendricka Releforda przez TKO w siódmej rundzie.
27 kwietnia 2013 w Ontario w Kalifornii, Arreola przegrał jednogłośnie na punkty z Kanadyjczykiem Bermanem Stivernem.
10 maja 2014 roku w Los Angeles w Kalifornii, w walce o wakujący pas mistrza świata wagi ciężkiej federacji WBC, Arreola przegrał przez nokaut w szóstej rundzie z Bermanem Stivernem.
13 marca 2015 w Ontario wygrał jednogłośnie na punkty 77:74, 78:73 i 76:75 z rodakiem Curtisem Harperem (12-4, 8 KO) na dystansie ośmiu rund.
18 lipca 2015 w El Paso w Teksasie zremisował 96:94, 95:95 i 95:95 z Kameruńczykiem Fredem Kassim (18-3-1, 10 KO).
16 lipca 2016 roku w Birmingham w Alabamie przegrał przez poddanie przez trenera w ósmej rundzie z Deontayem Wilderem w walce o pas mistrza świata wagi ciężkiej federacji WBC. Mieszka w Escondido (Kalifornia).
3 sierpnia 2019 w Barclays Center na Brooklynie przegrał jednogłośnie na punkty (110:118 i 111:117, 111:117) z Adamem Kownackim (20-0, 15 KO) w walce o wakujący, interkontynentalny pas IBF wagi ciężkiej.
1 maja 2021 w Carson przegrał na punkty 117:110 i dwukrotnie 118:109 z Andym Ruizem Jr (34-2, 22 KO).